# 헨리 팔콘

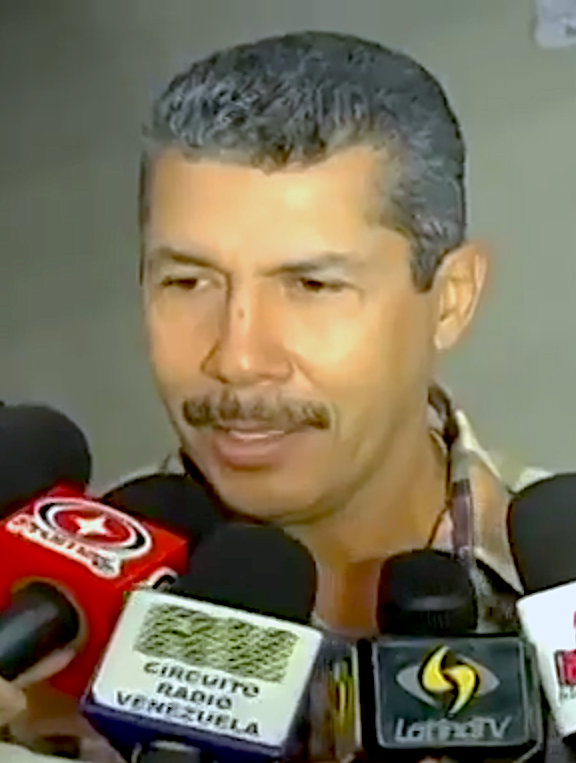

엔리 팔콘 푸엔테스(스페인어: Henri Falcón Fuentes, 1961년 7월 16일 ~ )는 베네수엘라의 정치인이다. 2선 바르키시메토 시장 및 라라 주지사를 지냈다. 2018년 대선 때 진보전진당의 후보로 출마했으나 니콜라스 마두로 현 대통령에 큰 표차로 밀려 낙선했다.